# Marcelo Carrusca
Marcelo Adrián Carrusca (* 1. September 1983 in La Plata) ist ein argentinischer Fußballspieler.

## Karriere
Carrusca spielte mit 17 Jahren er für die erste Mannschaft vom Club Estudiantes de La Plata. Im Sommer 2006 wechselte er für eine Ablösesumme von zwei Millionen Euro zum türkischen Meister Galatasaray nach İstanbul.
Sein erstes Tor machte er für Galatasaray am 16. September 2007 gegen Konyaspor. Nachdem er die zweite Saison nur Ersatzspieler war, ging Carrusca auf Leihbasis nach Mexiko zu Cruz Azul. Der Klub besaß eine Kaufoption für ihn, zog sie aber nicht. Danach kehrte er wieder zurück nach Argentinien.
Seit 2012 spielte er bei diversen Vereinen in Australien. Aktuell steht er seit Januar 2018 bei den Western Sydney Wanderers unter Vertrag.

## Erfolg
- Türkischer Meister: 2008
- Australischer Pokalsieger: 2014
- Australischer Meister: 2016